# Sierra Nevada de Merida
Sierra Nevada (sub denumirea locală Sierra de Mérida) e un lanț muntos ce aparține Anzilor Cordilieri. Traversează partea occidentală a Venezuelei, prin statele Apure, Barinas, Mérida, Táchira și Trujillo (acestea ultime trei, acoperite aproape în întregime de munți). 

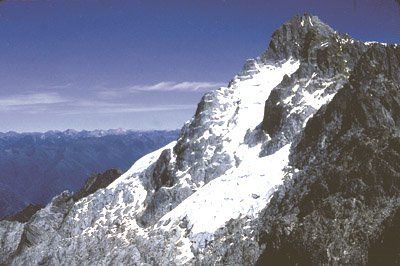
vârful Bolivar,Venezuela

În acești munți se regăsesc vârfuri precum: vârful Bolivar (în imagine), Bompland, Humboldt, acestea fiind cele mai înalte din țară și situate în statul Mérida.